# Wang Yangming
Wang Yangming (31 de outubro, 1472 - 09 de janeiro de 1529), também conhecido como Bo'an, foi um general militar, educador, calígrafo e filósofo chinês neoconfucionista durante a dinastia Ming. Depois de Zhu Xi, ele é comumente considerado como o pensador neoconfucionista mais importante, com interpretações de confucionismo que negavam o racionalista dualismo da filosofia ortodoxa de Zhu Xi. Wang era conhecido como "Yangming Xiansheng" e / ou "Yangming Zi" nos círculos literários, ambos significando "Mestre Yangming".
Na China, Japão e nos países ocidentais, ele é conhecido pelo nome de Wang Yangming.

## Façanhas militares
Wang tornou-se um general de sucesso e era conhecido pela disciplina rígida que impunha às suas tropas. Em 1517 e 1518, ele foi despachado em resposta a petições para suprimir revoltas camponesas em Jiangxi, Fujian e Guangdong. Preocupado com a destruição que veio com a guerra, ele fez uma petição ao tribunal para permitir a anistia e destruiu com sucesso as forças militares rebeldes.

## Filosofia
Wang foi a figura principal da Escola de Coração Neoconfucionista, fundada por Lu Jiuyuan (陸九淵, ou Lu Xiangshan) da Southern Song. Esta escola defendeu uma interpretação de Mêncio, um confucionista clássico que se tornou o foco da interpretação posterior, que unificou o conhecimento com a ação. Sua escola rival, a Escola de Princípios (Li), tratava a aquisição de conhecimento como uma espécie de preparação ou cultivo que, quando concluído, poderia guiar a ação.

### Conhecimento inato
Fora do neoconfucionismo de Cheng-Zhu que era dominante na época, Wang Yangming desenvolveu a ideia de conhecimento inato, argumentando que toda pessoa sabe desde o nascimento a diferença entre o bem e o mal. Wang afirmou que tal conhecimento é intuitivo e não racional. Essas ideias revolucionárias de Wang Yangming mais tarde inspirariam proeminentes pensadores japoneses como Motoori Norinaga, que argumentou que, por causa das divindades xintoístas, somente o povo japonês tinha a capacidade intuitiva de distinguir o bem e o mal sem racionalização complexa. Sua escola de pensamento (Ōyōmei-gaku em japonês, Ō significa o sobrenome "Wang", yōmei significa "Yangming", gaku significa "escola de aprendizado") também influenciou muito a ética samurai japonesa.

### Integração de Conhecimento e Ação
A rejeição de Wang à pura investigação do conhecimento vem da então visão tradicional da crença chinesa de que, uma vez que alguém ganha conhecimento, tem o dever de colocar esse conhecimento em ação. Isso pressupôs duas possibilidades: que alguém possa ter conhecimento sem/antes da ação correspondente ou que alguém possa saber qual é a ação adequada, mas ainda assim deixar de agir.
Wang rejeitou ambos, o que lhe permitiu desenvolver sua filosofia de ação. Wang acreditava que somente por meio da ação simultânea alguém poderia obter conhecimento e negava todas as outras formas de obtê-lo. Para ele, não havia como usar o conhecimento depois de ganhá-lo, pois acreditava que conhecimento e ação eram um só. Qualquer conhecimento adquirido e colocado em ação era considerado ilusão ou falso.

### A mente e o mundo
Ele sustentava que os objetos não existem inteiramente separados da mente porque a mente os molda. Ele acreditava que não é o mundo que molda a mente, mas a mente que dá razão ao mundo. Portanto, somente a mente é a fonte de toda razão. Ele entendeu isso como uma luz interior, uma bondade moral inata e compreensão do que é bom.
A fim de eliminar os desejos egoístas que obscurecem a compreensão da mente sobre a bondade, pode-se praticar seu tipo de meditação, muitas vezes chamado de "repouso tranquilo" ou "sentado quieto" (靜坐jingzuo ). Isso é semelhante à prática da meditação Chan (Zen) no budismo.

## Traduções para o inglês
- Henke, Frederick (1916). The philosophy of Wang Yang-ming. London: Open Court. Public domain. Considered a poor translation by Chan.
- Ching, Julia (1972). The Philosophical Letters of Wang Yang-ming. Canberra, Australia: Australian National University Press. Sixty-seven letters and annotations.
- Chan, Wing-tsit (1963). A Source Book in Chinese Philosophy. Princeton, NJ: Princeton University Press. Excerpts only.
- Chan, Wing-tsit (1963). Instructions For Practical Living and Other Neo-Confucian Writings by Wang Yang-Ming. Columbia University Press. Full translation of 傳習録 and 大學問, Wang's two major works.
- Ivanhoe, Philip (2009). Readings from the Lu-Wang school of Neo-Confucianism. Indianapolis: Hackett Pub. Co. ISBN 978-0872209602 Excerpts, but including the first translations of some of Wang's letters.